# Акад (град)
Акад (също Акаде, Агаде) е столица на Акадската империя, която е доминиращата политическа сила в Месопотамия за около 150 години в последната трета на 3-то хил. пр.н.е.
Неговото местоположение е неизвестно, макар че има няколко потенциални обекти, предимно разположени на изток от река Тигър, около между съвременните градове Самара и Багдад.